# 마루시마 가즈히로
마루시마 가즈히로(일본어: 丸島 和洋, 1977년~)는 일본의 역사가다.

## 생애
1977년 일본 오사카부에서 태어났다. 2000년 게이오 대학 사학과를 졸업하고, 2005년 동 대학원 문학연구과의 후기박사과정에서 학점을 취득하고 퇴학했다. 2008년 전국시대 다케다씨에 관한 연구로 사학 박사학위를 취득했다. 2013년부터는 국문학연구자료관(国文学研究資料館)의 연구부 특임조교로 일하고 있다.
전문분야는 센고쿠 시대(전국시대)의 카이 다케다 씨를 주요 소재로 다이묘 사이의 외교 담당자인 중개인(토리츠기)에 주목한 센고쿠 다이묘 론을 전개하고 있다. 그 외에 국인(고쿠진, 고쿠슈)과 영역지배에 관한 연구도 하고 있다. 또한 고야산 공양장(高野山供養帳)의 사료를 적극적으로 소개하고 있다.
2016년 NHK 대하드라마인 사나다마루의 시대 고증을 담당했다.